# Persoonlijke lening
Een persoonlijke lening is een bankterm voor een consumptief krediet waarbij het geleende bedrag in één keer wordt uitbetaald en daarna door de lener in een vaststaand aantal termijnen wordt terugbetaald. Elke termijn bevat een aflossingscomponent en rente over de restschuld.
De looptijd en de rente worden in de leenovereenkomst vastgelegd en kunnen gedurende de looptijd niet worden gewijzigd. Bovendien is het, anders dan bij doorlopend krediet, niet toegestaan om afgelost saldo weer op te nemen. Het verloop van de lening staat dan ook geheel vast.
De rentevergoeding die voor een persoonlijke lening in rekening wordt gebracht is hoger dan die bij een hypothecaire lening (wegens het ontbreken van een zekerheidsrecht) en lager dan bij een doorlopend krediet (wegens het ontbreken van renterisico). 

## Nederland
Bij iedere aanvraag voor consumptief krediet in Nederland kan door de kredietverstrekker bij het BKR worden getoetst wat de leenhistorie van de aanvrager is. Deze zogenaamde BKR-toetsing is een belangrijke factor in het acceptatieproces. De rente over consumptief krediet is sinds 2001 niet meer aftrekbaar in de aangifte inkomstenbelasting. Echter, als het geld gebruikt wordt voor de eigen woning, dan kan de rente wel onder de hypotheekrenteaftrek vallen. De maximaal toegestane rente is de wettelijke rente plus 12 procentpunt. In verband met de coronacrisis is de maximale rente per 10 augustus 2020 tijdelijk verlaagd van 14% naar 10%.  De maatregel zal in ieder geval gelden tot 1 maart 2021. De maatregel kan daarna nog met maximaal 6 maanden worden verlengd. 

## België
In België is het voor kredietverstrekkers verplicht om de leenhistorie na te trekken bij de CKP. De consument wordt ook beschermd door het feit dat de maximale rentevoet door de overheid vastgelegd is. Deze maximale rente kan halfjaarlijks aangepast worden.